# Цюрихска награда за детска книга
„Цюрихска награда за детска книга“ (на немски: Zürcher Kinderbuchpreis) се раздава от 1976 до 2001 г. под френското наименование „La vache qui lit“. От 2017 г. се присъжда наново като Цюрихска награда за детска книга.
Отличават се „нови детски книги, насочени към деца в основно-училищна възраст“.
Наградата е на стойност 5000 швейцарски франка.

## Носители на наградата (подбор)
- 1978: Беат Брехбюл
- 1980: Петер Хертлинг
- 1981: Гудрун Паузеванг, Мирям Преслер
- 1982: Паул Маар
- 1983: Гудрун Паузеванг
- 1985: Клаус Кордон
- 1987: Рафик Шами
- 1990: Кристине Ньостлингер, Михаел Енде
- 1991: Клаус Кордон, Паул Маар
- 1995: Мирям Преслер
- 1998: Корнелия Функе
- 2000: Корнелия Функе
- 2001: Мирям Преслер